# Sonata per pianoforte e violino K 377
La Sonata per violino e pianoforte in Fa maggiore n. 25 K377 è una composizione di Wolfgang Amadeus Mozart scritta a Vienna nel 1781.

## Storia
Nell'estate del 1781 Mozart si trovava a Vienna e stava preparando la stagione invernale con diversi lavori tra cui una nuova Sonata per violino e pianoforte che dedicò alla pianista austriaca Josepha Auernhammer. Alla pubblicazione di questa, insieme ad altre cinque sonate, presso l'editore Artaria di Vienna, il musicista riceverà giudizi lusinghieri che non si ripeteranno così facilmente negli anni a venire.

## Analisi
In questa sonata il violino è protagonista alla pari con il pianoforte e non in veste di semplice comprimario.
Mozart si muove al di fuori delle regole che volevano il primo strumento, il violino, trattato come accompagnatore obbligato e con scarsi contenuti tecnici e quindi adatto ad essere interpretato da amatori e dilettanti. Non dobbiamo dimenticare che il compositore era anche un virtuoso di ambedue gli strumenti e gli era quindi congeniale strumentare in modo appropriato le due parti senza per'altro rinunciare ai contenuti espressivi.
Nell'Allegro grazioso Mozart introduce un unico tema che sarà più volte rielaborato tanto da non richiedere nuovo materiale. Il secondo movimento presenta un Tema con variazioni sviluppate in Re minore e che lo caratterizzano da una certa ombrosità contrastante con l'impostazione vivace del brano nella sua interezza. Il Minuetto finale parte in modo brillante quasi a sanare le amarezze espresse nel secondo movimento per mutarsi repentinamente in caratteri malinconici; perde la sua caratteristica di danza mantenendone solo l'indicazione ritmica. La parte finale riprende il tema del movimento facendolo a poco a poco esaurire per scomparire del tutto in chiusura della composizione.